# Campeonato Mineiro 1934
In 1934 werd het twintigste Campeonato Mineiro gespeeld voor voetbalclubs uit de Braziliaanse staat Minas Gerais. De competitie werd gespeeld van 6 mei tot 16 december en werd georganiseerd door de Liga Mineira de Desportos Terrestres. De clubs uit  Belo Horizonte en Juiz de Fora werden opnieuw gescheiden en de winnaars van beide competities bekampten elkaar in de finale. Villa Nova werd kampioen.

## Campeonato da Cidade de Belo Horizonte
| Plaats | Club             | Wed. | W | G | V | Saldo | Ptn. |
| ------ | ---------------- | ---- | - | - | - | ----- | ---- |
| 1.     | Villa Nova       | 12   | 8 | 3 | 1 | 39:10 | 19   |
| 2.     | Atlético         | 12   | 8 | 2 | 2 | 25:11 | 18   |
| 3.     | Siderúrgica      | 12   | 6 | 3 | 3 | 29:17 | 15   |
| 4.     | Retiro           | 12   | 4 | 2 | 6 | 20:26 | 10   |
| 5.     | Palestra Itália  | 12   | 3 | 4 | 5 | 22:27 | 10   |
| 6.     | América          | 12   | 2 | 3 | 7 | 21:38 | 7    |
| 7.     | Sete de Setembro | 12   | 1 | 3 | 8 | 16:43 | 5    |

|  | Geplaatst voor finale |

## Finale
|               |            |       |            |                         |
| 2 juli Finale | Villa Nova | 2 – 0 | Tupynambás | Alameda, Belo Horizonte |
| 2 juli Finale |            |       |            | Alameda, Belo Horizonte |

### Kampioen
| Campeonato Mineiro de 1934 |
| -------------------------- |
| VILLA NOVA (3º Titel)      |